# 2005
Évszázadok: 20. század – 21. század – 22. század
Évtizedek: 1950-es évek – 1960-as évek – 1970-es évek – 1980-as évek – 1990-es évek – 2000-es évek – 2010-es évek – 2020-as évek – 2030-as évek – 2040-es évek – 2050-es évek
Évek: 2000 – 2001 – 2002 – 2003 –  2004 – 2005 – 2006 – 2007 – 2008 – 2009 – 2010
- A fizika világéve

## Események

### Január
- január 20. – George W. Bush megkezdi második elnöki terminusát az USA élén.
- január 23. – Viktor Juscsenko lesz Ukrajna harmadik elnöke.

### Február
- február 16. – Hatályba lép a Kiotói Jegyzőkönyv (az Amerikai Egyesült Államok és Ausztrália támogatása nélkül).

### Március
- március 6. – Parlamenti választás Moldovában.
- március 14. – A közönség számára megnyitják a budapesti Művészetek Palotáját.
- március 18. – A Wikimedia Foundation bejelenti, hogy elkészült az 500 000. angol nyelvű szócikk a Wikipediában.
- március 21. – A Minnesota állam chippewa indián rezervátum iskolájában kilenc embert agyonlő, tizenötöt megsebesít, majd önmagával is végez egy 17 éves diák. (Az ámokfutó internetes fórumokon bennszülött nácinak, Hitler csodálójának vallotta magát.)[1]
- március 28. – 8,7-es erősségű földrengés Szumátrán, 1300 halott.

### Április
- április 2. – 21 óra 37 perckor meghal II. János Pál pápa.[2]
- április 8. – II. János Pál pápa temetése a vatikáni Szent Péter-bazilikában. (A Szent Péter téri gyászszertartáson 300 ezer ember vett részt, és kétmilliárdan követték a televíziós közvetítést.)[2]
- április 9. – Károly walesi herceg második esküvője; felesége Camilla Parker Bowles.
- április 19. – Joseph Ratzinger német bíborost választják pápává, XVI. Benedek néven.[3]
- április 25. – Bosanka Novitól 3 km-nyire a Magyar Honvédség Katonai Rendfenntartó Kontingensének terepjárója – egy felüljáróról lehajtva – árokba csúszik; a balesetben egy katona súlyos, egy másik könnyebb sérüléseket szenved.

### Május
- május folyamán – megkezdődik az első új rendszerű, kétszintű érettségi Magyarországon.
- május 12. - Befejeződött a Tiszaújvárosi AES-Tisza II erőmű Retrofit nevű nagyfelújítási programja.
- május 29. – Franciaország meglepetésre népszavazáson elutasítja az Európai Alkotmányt.
- május 31. – A Watergate-botrányban „Mély Torok” fedőnéven elhíresült kulcsszerepet játszó informátor 30 évi hallgatás felfedi, hogy ő az amerikai Szövetségi Nyomozóiroda (FBI) akkori harmadik embere, Mark Felt.

### Június
- június 1. – A hollandok másodikként utasítják el népszavazáson az Európai Alkotmányt.
- június 5. – indul az új kábel- és műholdas csatorna, a Boomerang (csak Magyarországon, Lengyelországban és Romániában)

### Július
- július 1. – Kistarcsa városi rangot kap.
- július 2–6. – Live 8 koncertsorozat a fejlődő országokért.
- július 6. – A Nemzetközi Olimpiai Bizottság ülésén eldől, hogy a 2012. évi nyári olimpiai játékokat London rendezheti meg.
- július 7. – Terrortámadás a londoni metróban és egy buszon, több mint 50 halálos áldozat.
- július 10. – Luxemburg népszavazáson fogadja el az Európai Alkotmányt.
- július 21. – Sikertelen terrortámadás Londonban, áldozatok nincsenek.

### Augusztus
- augusztus 5. – Sólyom Lászlót beiktatja a magyar Országgyűlés Magyarország köztársasági elnökévé.
- augusztus 7. – Kabul közelében – közlekedési balesetben – egy német katona meghal, egy magyar és két német társa könnyebben megsebesül.
- augusztus 27. – A hatodik Budapest Parádé. A Katrina hurrikán

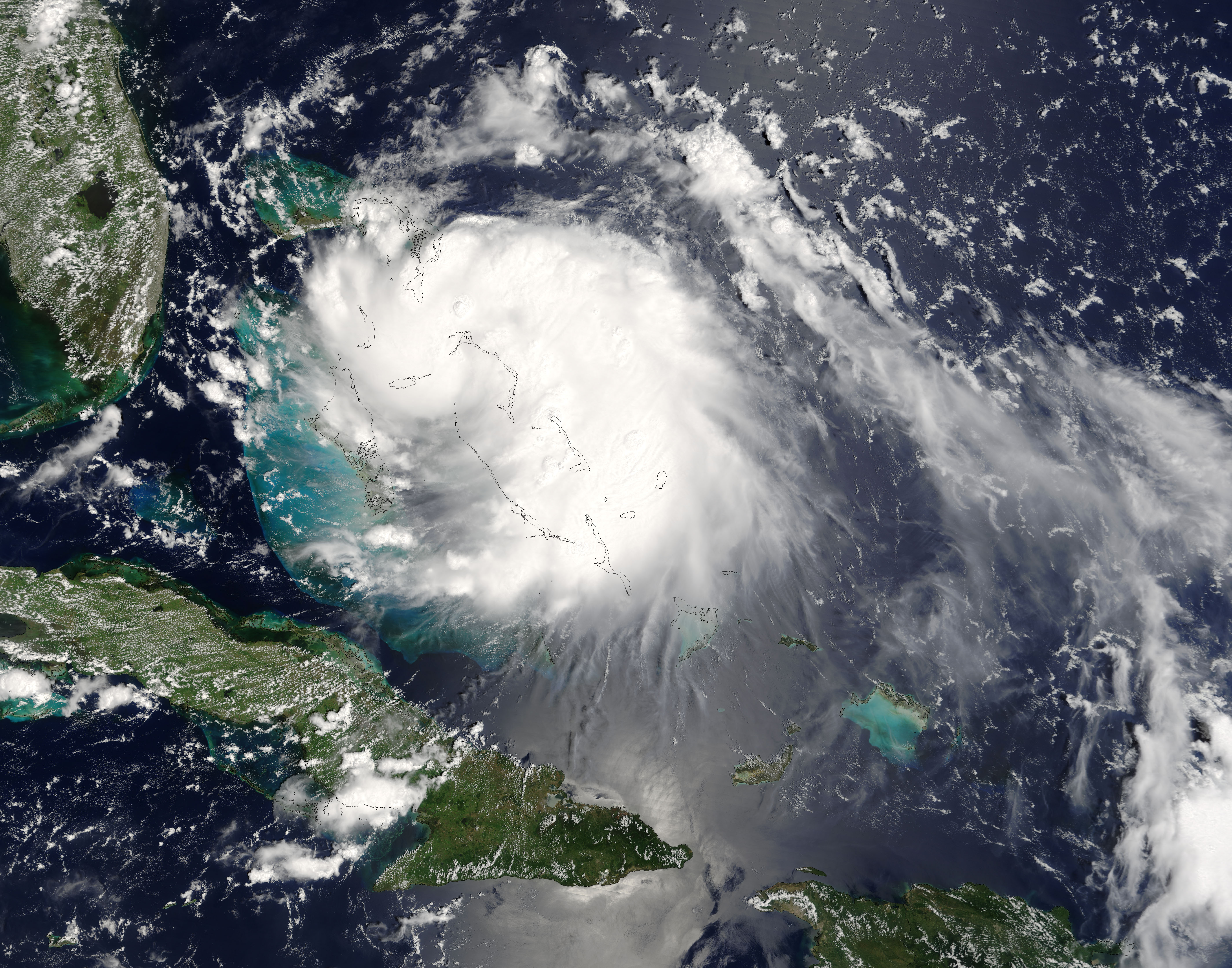
A Katrina hurrikán

- augusztus 29. – A Katrina hurrikán eléri az amerikai partokat. A hurrikán következtében New Orleans jelentős része víz alá kerül. A katasztrófa ezernél több halálos áldozatot követel.

### Szeptember
- szeptember 8. – Viktor Juscsenko ukrán elnök leváltotta Julija Timosenkót, és Jurij Jehanurovot nevezte ki ügyvezető kormányfőnek.
- szeptember 12. – Izrael befejezi a Gázai övezet egyoldalú kiürítését. (A hadsereggel együtt 8000 zsidó telepes hagyta el a területet.)[4]
- szeptember 13. – Manila külvárosában – villámcsapás következtében – felrobban egy lőszerraktár; legkevesebb 107 személy sérül meg.
- szeptember 25. – Lengyelországban a jobboldali konzervatív Jog és Igazságosság Párt (PiS) nyeri a parlamenti választást a jobboldali liberális Polgári Platform (PO) előtt.[5]

### Október
- október 8. – 7,6-es erősségű földrengés pusztít Észak-Pakisztánban, amely 80 000 áldozatot követel.
- október 9. – Közlekedési balesetben könnyebben megsérül a NATO vezette nemzetközi erővel ott állomásozó magyar század két katonája; a katonák gépjárművel járőröztek, amikor a szemből érkező helyi autóbusz előzés közben frontálisan ütközött a szabályosan közlekedő járművel.
- október 10. – Megkezdődnek az EU és Szerbia-Montenegró között a tárgyalások a stabilizációs és társulási egyezményről (SAA).[6]
- október 19. – Megkezdődik Szaddám Huszein, megbuktatott iraki elnök bírósági pere.
- október 27. – Zavargások törnek ki Párizs több külkerületében, miután két, rendőrök elől menekülő fiatalt halálos áramütés ér. Az összecsapások és a gépjármű-gyújtogatások egész Franciaországra kiterjednek.

### November
- november 9. – A jordániai Ammánban legkevesebb 50 ember hal meg egy robbantássorozat következtében.
- november 13. – Bemutatják az első olyan embert, a 25 éves brit Andrew Stimpsont, aki „kigyógyult” az AIDS-ből.
- november 22.
  - Angela Merkelt választják hivatalosan Németország kancellárjává.
  - Az ukrán kormány rendeletével elfogadta azt a nemzetközi megállapodást, amelynek alapján Ukrajna és Szlovákia államhatárán átkelő nyílik.
  - A Malév hivatalos meghívást kap a oneworld szövetségbe.

### December
- december 6. – Egy iráni Hercules C-130-as repülőgép egy teheráni lakóövezet tízemeletes épületébe csapódik be, összesen 128 ember halálát okozva: a repülőgépen utazók közül 94-en, az épületben tartózkodók közül 34-en vesztették életüket.
- december 8. – A Southwest Airlines 1248 járata lefut a Chicago Midway repülőtér kifutópályájáról egy 6 éves fiú halálát és 11 utas sérülését okozva.
- december 8–9. – Sólyom László köztársasági elnök kétnapos hivatalos látogatást tesz Pozsonyban, ahol megbeszélést folytatott Ivan Gašparovič köztársasági elnökkel.[7]
- december 10. – Elkészül az M5 autópálya Kiskunfélegyháza és Szeged-Észak közötti szakasza.
- december 16. – A BBC beszünteti az 1939 óta sugárzó magyar nyelvű adását.[8]
- december 31. – Egy szökőmásodperccel tovább tart a 2005-ös esztendő. Legutóbb 1998-ban volt erre példa.

## Az év témái

### 2005 a filmművészetben
A Sith-ek bosszúja

### 2005 a tudományban
- december 15. – Megtalálják a 43. Mersenne-prímet: 230 402 457 − 1. A sikert a GIMPS projekt keretében dr. Curtis Cooper és dr. Steven Boone professzor érte el a Közép-Missouri Állami Egyetemen.
- Michael Brown amerikai csillagász felfedezi az Eris törpebolygót.

### 2005 videójátékai
Call of Duty 2

### 2005 az irodalomban
- Harry Potter és a Félvér Herceg
- John King: A Futball Faktor (magyarországi megjelenése)
- Megjelenik Joseph Delaney ifjúsági regénysorozatának, a Wardstone krónikák második kötete, A Szellem átka.[9]
- Benedek Elek író születésnapja, szeptember 30. ettől az évtől a magyar népmese napja.

### 2005 a zenében
- 50 Cent: The Massacre
- Aaliyah: Ultimate Aaliyah
- ATB: Seven Years: 1998–2005
- Alicia Keys: MTV Unplugged
- Amanda Lear: Forever Glam! / Sings Evergreens
- Backstreet Boys: Never Gone
- Brandy: The Best of Brandy
- Back II Black: Tevagyazakitlegjobban
- Beck: Guero
- Joe Cocker: Heart & Soul
- Bonnie Tyler: Wings
- Bon Jovi: Have a Nice Daye
- Cappella: Best of Cappella
- Carole King: The Living Room Tour
- INXS: Switch
- Caramel: Dalok / Nyugalomterápia
- Craig David: The Story Goes...
- Chris Brown: Chris Brown
- Coldplay: X&Y
- The Black Eyed Peas: Monkey Business
- DJ BoBo: Pirates of Dance
- Dolly Roll: Dolly PluSSSz (Dolly)
- Depeche Mode: Playing the Angel
- Dimmu Borgir: Stormblåst MMV
- Dream Theater: Octavarium
- Fresh: Félig ördög, félig angyal
- Garbage: Bleed Like Me
- Geri Halliwell: Passion
- Gorillaz: Demon Days
- Groovehouse: Ébredj mellettem
- Girls Aloud: Chemistry
- Halász Judit: Hívd a nagymamát!
- Hooligans: Vírus
- Hip Hop Boyz: Újratöltve
- Enya: Amarantine
- Edda Művek: Isten az úton / Platina
- Eros Ramazzotti: Calma apparente
- Jay Chou: November’s Chopin
- Jamiroquai: Dynamite
- Jennifer Lopez: Rebirth
- Kanye West: Late Registration
- Kate Bush: Aerial
- Katie Melua: Piece by Piece
- Kozmix: Holnapután
- Kovács Ákos: X + I / Andante Extra
- Korda György: Napfény kell a világnak
- Kozma Orsolya: Egy szó
- Kowalsky meg a Vega: Vegasztár
- Madonna: Confessions on a Dance Floor
- Martin Solveig: Hedonist
- Mariah Carey: The Emancipation of Mimi
- Morcheeba:The Antidote
- Melanie C: Beautiful Intentions
- Mike Oldfield: Light + Shade
- Missy Elliott: The Cookbook
- Natalie Imbruglia: Counting Down the Days
- Nightwish: The Siren
- Nickelback: All the Right Reasons
- Nine Inch Nails: With Teeth
- NOX: Ragyogás
- Pa-dö-dő: nem volt egyszerü.csókoltatunk mária
- Panic at the Disco: A Fever You Can't Sweat Out
- Queen+Paul Rodgers: Return of the Champions
- Quimby: Kilégzés
- Rammstein: Rosenrot
- Sarah Connor: Naughty but Nice / Christmas in My Heart
- Sean Paul: The Trinity
- Ricky Martin: Life
- Rihanna: Music of the Sun
- Rob Thomas: …Something to Be
- Romantic: A legszebb dalok
- Robbie Williams: Intensive Care
- Roy & Ádám Trió: Fullánk
- Robert Plant: Mighty ReArranger
- Roger Waters: Ça Ira
- Scooter: Who’s Got the Last Laugh Now?
- Shakira: Fijación Oral Vol. 1
- Shakira: Oral Fixation Vol. 2
- Simply Red: Simplified
- Sinéad O’Connor: Throw Down Your Arms
- System of a Down: Mezmerize/Hypnotize
- Szandi: Tárd ki a szíved
- Szekeres Adrien: Olthatatlanul
- Sugababes: Taller in More Ways (újra kiadva 2006-ban)
- T.A.T.u: Dangerous and Moving
- T.A.T.u: Lyudi Invalidy
- Tóth Gabi: Fekete virág
- Tanita Tikaram: Sentimental
- Texas: Red Book
- Teairra Marí: Roc-A-Fella Records Presents Teairra Marí
- Thalía: El sexto sentido
- The Rolling Stones: A Bigger Bang
- The Veronicas: The Secret Life Of...
- Pussycat Dolls: PCD
- Tokio Hotel: Schrei
- Toni Braxton: Libra
- Turbonegro: Party Animals
- Yonderboi: Splendid Isolation
- Westlife: Face to Face
- Zanzibar: Új napra ébredsz
- Zámbó Jimmy: Requiem
- Zséda: Ünnep

### 2005 a sportban
- A Formula–1-ben hosszú ideje egyeduralkodó Michael Schumacher világbajnoki sorozata megszakad, az év világbajnoka Fernando Alonso lesz.
- A Debreceni VSC nyeri az NB1-et. Ez a klub első bajnoki címe.
- Görbicz Anitát a világ legjobb női kézilabda-játékosának választották.

### 2005 a televízióban
- Amerikai fater
- Avatár – Aang legendája
- Lost – Eltűntek
- A Nagy Könyv fináléja
- A 3. Megasztár
- Szeptember 13-án amerikában debütált az Odaát című sorozat
- Magyarországon ez év őszén indult a TV2-n a Született feleségek
- 2005. február 7-én indult útjára a Győzike-show
- Ebben az évben debütált a CBS csatornán az Így jártam anyátokkal vígjátéksorozat.
- Ez év január 23-án debütált a TV2-n a Jóban Rosszban című sorozat.

### 2005 a jogalkotásban
- Lásd: a 2005 a jogalkotásban című szócikkben.

### 2005 bűnügyei
- Mortimer-ügy

### Születések 2005-ben
- január 11. – Roksana Węgiel lengyel énekesnő és műsorvezető
- január 14. – ALEE magyar rapper
- február 23. – Félix Bossuet francia gyermekszínész
- március 7. – Jade Weber francia modell
- április 8. – Leah Isadora Behn, V. Harald norvég király unokája
- április 15. – Su Burcu Yazgı Coşkun török színésznő
- április 19. – Kobbie Mainoo angol válogatott labdarúgó
- május 9. – Okamura Homare japán énekesnő és táncos
- július 5. – Sombr amerikai énekes-dalszerő
- július 11. - Jovan Mijatović, szerb labdarúgó
- július 17. - Theodor Haraldsson, svéd énekes
- július 27. – Alexia hercegnő, Vilmos Sándor holland király leánya
- június 28. – Jamazaki Mei japán énekesnő és táncos
- október 4. – Emánuel belga herceg, Fülöp belga király fia
- október 15. – Keresztély dán herceg, Frigyes dán királyi herceg és felesége, Mária dán királyi hercegné fia
- október 31. – Leonor spanyol infánsnő, Fülöp spanyol infáns és felesége, Letizia leánya
- december 3. – Sverre Magnus norvég herceg, V. Harald norvég király unokája
- december 27. – Kristina Pimenova orosz modell

### Halálozások 2005-ben
- március 26. – Melihate Ajeti koszovói színésznő (* 1935)
- március 27. – Galgóczy Imre, magyar színész, szinkronszínész (* 1920)
- április 2. – II. János Pál pápa, a katolikus egyház 264. egyházfője (* 1920)[10]
- június 6. – Anne Bancroft, Oscar-díjas amerikai színésznő (* 1931)
- november 13. - Eddie Guerrero, a WWE pankrátora  (* 1967)
- november 25. – George Best aranylabdás, BEK-győztes, kétszeres angol bajnok északír válogatott labdarúgó, aki a World Soccer Magazine által összeállított 20. század 100 legnagyszerűbb játékosa listáján a Puskás Ferenc utáni előkelő 8. helyet kapta (* 1946)
- december 17. – Rózsa György könyvtáros, a Magyar Tudományos Akadémia Könyvtára és az ENSZ genfi könyvtára főigazgatója (* 1922)
- december 18. – Eduard Moiszejevics Safranszkij orosz klasszikus gitárművész és zeneszerző (* 1937)

## Nobel-díjak
| Béke               | Mohammed el-Barádei (Egyiptom), a Nemzetközi Atomenergia-ügynökség főigazgatója | Erőfeszítéseikért, melyeket a nukleáris energia katonai célú felhasználása ellen és azért tettek, hogy a nukleáris erőművekben használt technológiák a lehető legbiztonságosabbak legyenek. |
| Fizikai            | Roy Glauber (USA)                                                               | Glauber – az optikai koherenciával kapcsolatos kvantumelmélet tovább fejlesztéséért, a fényrészecskék viselkedésének elméleti leírásáért.                                                   |
| Fizikai            | John Hall (USA), Theodor Hänsch (Németország)                                   | A lézer-alapú precíziós színképelemzés, vagyis az atomok és a molekulák fényének nagy pontosságú színmeghatározása terén elért eredményekért.                                               |
| Kémiai             | Robert Grubbs, Richard Schrock (mindkettő USA), Yves Chauvin (Franciaország)    | A szerves szintézisen belüli metatézis-módszer kifejlesztéséért. |
| Orvosi-fiziológiai | Barry J. Marshall, J. Robin Warren (mindkettő Ausztrália)                       | A Helycobacter pylori baktérium gyomorrák és gyomorfekély kialakulásában játszott szerepének kimutatásáért.                                                                                 |
| Irodalmi           | Harold Pinter (Nagy-Britannia)                                                  | Mivel darabjaiban leleplezi a mindennapos, felszínes locsogást, és behatol az elnyomás színfalai mögé.                                                                                      |
| Közgazdasági       | Thomas C. Schelling (USA), Robert J. Aumann (Izrael)†                           | A játékelmélet terén végzett kutatásaikért, melyeken keresztül elősegítették a kooperáció és a konfliktuskezelés magasabb szintű megértését.                                                |